# Urotrygon simulatrix
Urotrygon simulatrix is een vissensoort uit de familie van de Urotrygonidae. De wetenschappelijke naam van de soort is voor het eerst geldig gepubliceerd in 1988 door Miyake & McEachran.